# Synagoge (Gommersheim)
Die Synagoge in Gommersheim wurde 1826 in der Hauptstraße 58 in Gommersheim eingerichtet. Sie wurde 1937 an einen Privatmann verkauft und 1966 abgerissen.

## Synagoge
Bereits vor 1815 war ein Betraum in Gommersheim vorhanden. 1826 erwarb die jüdische Gemeinde ein aus dem 18. Jahrhundert stammendes zweistöckiges Fachwerkgebäude und richtete darin die Synagoge ein. Das Gebäude verfügte über eine Frauenempore, die über eine Treppe von außen erreichbar war. Die Decke war in blauer Farbe gestrichen und mit Sternen verziert. 1921 wurde die Synagoge umfangreich renoviert und instand gesetzt.  Ab 1930 wurden keine Gottesdienste mehr in der Synagoge abgehalten, da das zur Durchführung benötigte Minjan nicht mehr erreicht wurde. Bereits 1932 war das Gebäude baufällig geworden. Die Frauenempore drohte einzustürzen und musste abgestützt werden. 1937 wurde die Synagoge an einen Privatmann verkauft. Durch diesen Umstand blieb das Gebäude bei den Novemberpogromen 1938 unbehelligt. 1966 wurde die ehemalige Synagoge und das Nachbargebäude, in dem die Mikwe untergebracht war, abgerissen.

## Jüdische Gemeinde Gommersheim
Bereits im 17. Jahrhundert lebten Juden in Gommersheim. Bis Mitte des 19. Jahrhunderts stieg die Zahl der Mitglieder der jüdischen Gemeinde an, bis diese durch Auswanderungen stark zurückging. 1932 wurde die jüdische Gemeinde aufgelöst und der jüdischen Gemeinde Geinsheim angegliedert. Die Gemeinde verfügte neben der Synagoge über eine Mikwe und eine Schule. Die Toten wurden auf dem jüdischen Friedhof Essingen  beigesetzt. Im Oktober 1940 wurden die letzten verbliebenen jüdischen Einwohner im Zuge der sogenannten Wagner-Bürckel-Aktion in das französische Internierungslager Gurs deportiert.